# Lac du Der-Chantecoq
Vous lisez un « bon article » labellisé en 2010.  Il fait partie d'un « bon thème ».
Pour les articles homonymes, voir Chantecoq (homonymie).
Le lac du Der-Chantecoq ou lac-réservoir Marne (souvent abrégé en lac du Der) est un lac artificiel du Nord-Est de la France. Il est situé dans la région Grand Est, à la limite des départements de la Marne et de la Haute-Marne.
Conçu pour protéger Paris des inondations, le réservoir-Marne dit « lac du Der-Chantecoq » a pour but de renforcer le débit de la Marne en étiage et d'en atténuer l'ampleur des crues. Il doit son nom à la fois au pays du Der, région naturelle où il est implanté, et au village de Chantecoq qui fut détruit ainsi que ceux de Champaubert-aux-Bois et Nuisement-aux-Bois lors des travaux de réalisation du lac dans les années 1960 et 1970. Sa capacité nominale est de 350 millions de m3.
Avec ses 48 km2, il est le plus grand lac artificiel de France métropolitaine, en superficie mais pas en volume.

## Géographie

Carte du lac du Der-Chantecoq.

Le lac se situe en Champagne humide, dans la région du pays du Der, dans le Perthois, à l'emplacement d'une ancienne plaine marécageuse couverte d'une importante forêt de chênes, d'où provient le nom Der (du celte dervos, « chêne »). Au cœur de la région Grand Est, à cheval sur les départements de la Marne et de la Haute-Marne, le lac du Der est à 10 km de distance de Saint-Dizier et de Montier-en-Der, 20 km de Vitry-le-François, 100 km de Reims et 190 km de Paris.
En contrebas des 20,3 km de digues qui entourent le lac se trouvent les villages de Giffaumont-Champaubert (au sud) et Sainte-Marie-du-Lac-Nuisement (au nord). Le lac s'étend aussi sur le territoire des communes d'Arrigny, Larzicourt, Éclaron-Braucourt-Sainte-Livière et Châtillon-sur-Broué. À proximité, s'étendent le bois Sécant, celui des Moines et celui de l'Argentolle ainsi que la forêt domaniale du Der ; on y trouve également les étangs des Landres, du Grand-Coulon et de la Forêt.
Le lac du Der est peu profond puisqu'il atteint une profondeur maximale de 18 m pour une moyenne de quatre à sept mètres. Malgré la présence de plusieurs presqu'îles : celles de Larzicourt, de la Cornée, de Nemours et de Champaubert, le lac ne possède qu'une seule île, celle de Chantecoq.

## Hydrologie

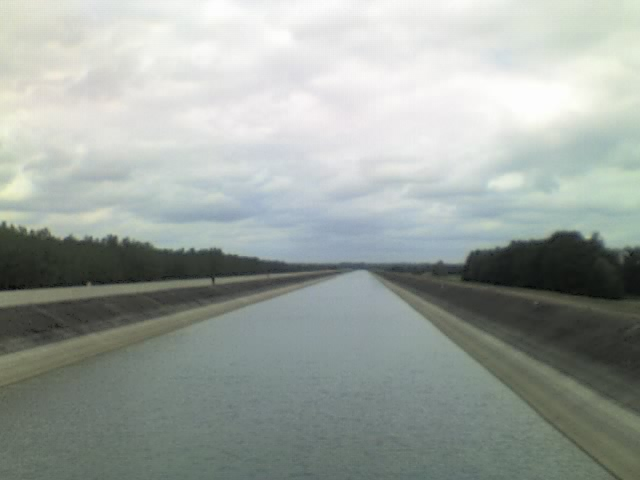
Canal d'amenée Marne.

Le lac est alimenté en eau par deux canaux : un principal, le canal d'amenée Marne, long de 11,8 km, et un canal secondaire, celui de la Blaise. Cette eau est ensuite rendue aux rivières par des canaux de restitution, celui de la Marne mesurant 3,5 km.
En hiver et au printemps, pour assurer sa mission de régulation des deux rivières, l'eau est prélevée pour l'étiage alors qu'elle est au plus haut, dans le but de prévenir les crues. Si une crue importante se prépare, un niveau supplémentaire d'eau est puisé dans les deux cours d'eau. Le lac se remplit ainsi peu à peu entre le 1er novembre et le 30 juin. Il est ensuite vidangé généralement entre le 1er juillet et le 31 octobre : une partie des eaux du lac est restituée à la Marne et à la Blaise pour venir en aide aux rivières qui sont alors à leur niveau d'étiage. Cette action s'appelle le « soutien d'étiage ». Le 1er novembre, le lac est presque vide, il n'y reste que la « tranche morte », volume indispensable à la survie des poissons, et une tranche de réserve pour prolonger la vidange en cas d'étiage important. La partie du lac alors immergée se transforme en d'immenses vasières attirant de nombreux oiseaux, tels les limicoles. Le niveau de l'eau du lac du Der varie donc en fonction des besoins de la Marne et de la Blaise.

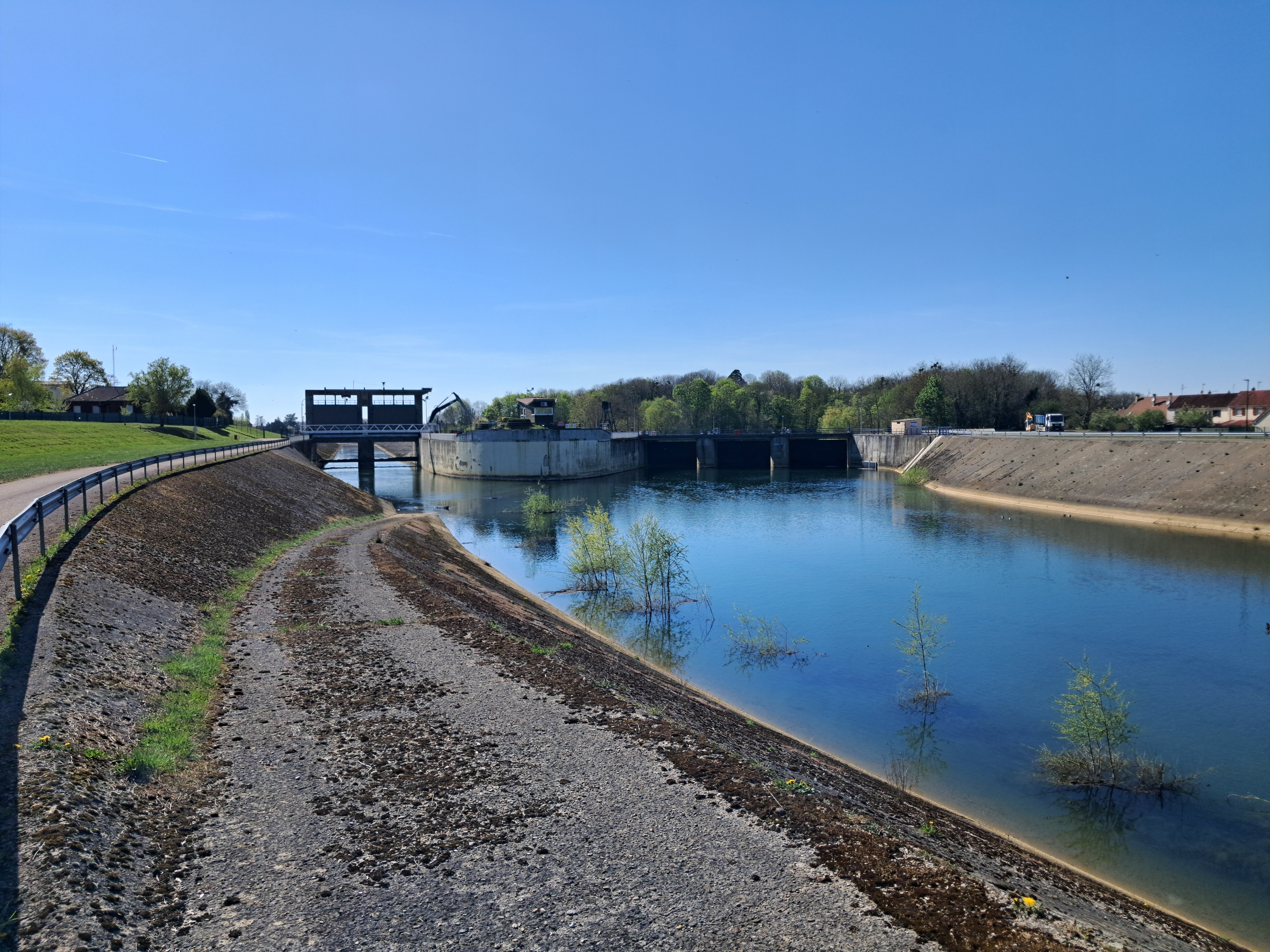
Prise d'eau de la Marne à Saint-Dizier. À droite, l'eau qui continue dans la Marne. À gauche, canal d'amenée de la Marne au lac du Der

Tous les dix ans, une inspection impliquant une vidange complète est menée pour procéder à l'examen des ouvrages immergés. Lors de cette vidange, les deux bassins nautiques, séparés par des digues du réservoir principal, sont conservés au niveau maximum atteint l'année précédant l'opération, et ce afin de disposer d'une réserve d'eau utilisable en cas de besoin. La dernière vidange décennale a eu lieu en 2003. Un arrêté pris en 2007 retire le caractère obligatoire de la vidange complète lors de l'inspection décennale. Ainsi, durant l'inspection menée en 2013, le lac n'a pas été vidangé.
La gestion du niveau du réservoir, des retenues ou des lâchers d'eau de la Marne et de la Blaise incombent à l'établissement public interdépartemental Grands lacs de Seine, chargé de protéger la Seine de crues telles qu'en 1910.

## Climat
Le climat du pays du Der se situe entre le climat continental et l'océanique dégradé. Même si les jours de pluie, de neige, d'orage et de brouillard sont plus fréquents qu'au niveau national, les températures moyennes y sont assez douces, malgré un record de froid à −22,5 °C datant de février 1956 et un record de chaleur en août 2003, durant la canicule, à plus de 40 °C.
| Mois                                       | Janv  | Fév   | Mars  | Avr  | Mai  | Juin | Juil | Août | Sept | Oct  | Nov   | Déc   | Année |
| ------------------------------------------ | ----- | ----- | ----- | ---- | ---- | ---- | ---- | ---- | ---- | ---- | ----- | ----- | ----- |
| Record des températures maximales (°C)     | 17,7  | 22,6  | 25,2  | 28,7 | 31,4 | 35,4 | 39,0 | 40,4 | 33,7 | 29,2 | 22,4  | 18,6  | 40,4  |
| Températures maximales moyennes (°C)       | 5,9   | 7,5   | 11,4  | 14,7 | 19,3 | 22,2 | 24,9 | 24,8 | 20,7 | 15,6 | 9,6   | 6,9   | 15,4  |
| Températures minimales moyennes (°C)       | 0,2   | 0,3   | 2,6   | 4,3  | 8,6  | 11,5 | 13,5 | 13,3 | 10,3 | 7,2  | 3,0   | 1,4   | 6,4   |
| Record de température minimale (°C)        | -20,5 | -22,5 | -13,7 | -6,0 | -3,0 | 2,2  | 3,2  | 3,7  | 0,2  | -5,1 | -11,7 | -15,5 | -22,5 |
| Moyennes mensuelles de précipitations (mm) | 74    | 63    | 67    | 57   | 72   | 73   | 72   | 64   | 74   | 79   | 75    | 88    | 858   |

## Histoire

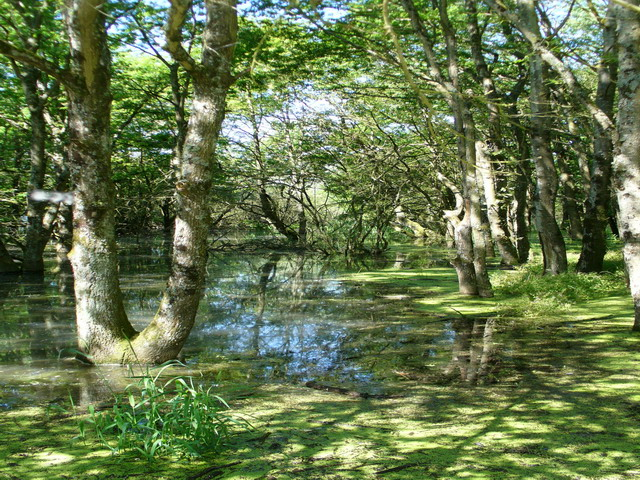
La forêt en bordure du lac.

À la suite des importantes crues de la Seine à Paris en 1910 et 1924, l'État décide de réguler le débit du fleuve et de ses affluents. Ainsi, en 1938, un premier lac-réservoir à Champaubert-aux-Bois de 450 ha, est construit sur la Blaise. Cette partie du lac est aujourd'hui appelée le Vieux Der. Entre 1952 et 1974, l'Institution interdépartementale des barrages-réservoirs du bassin de la Seine (IIBRBS) qui gère aujourd'hui le lac, projette puis met en place la création d'un immense lac-réservoir. Le projet fut fortement contesté par les habitants du pays du Der. En effet, pour la réalisation du plan d'eau, il fallut détruire des hectares de forêt, des fermes, des étangs et trois villages : Chantecoq, Champaubert-aux-Bois et Nuisement-aux-Bois.
Construit depuis 1967, le lac du Der-Chantecoq est inauguré le 3 janvier 1974 par le ministre de l'équipement de l'époque, Robert Galley. De nos jours, il ne reste des trois communes englouties que l'église de Champaubert, aujourd'hui sur la presqu'île de Champaubert. La mairie-école, l'église et son cimetière, la maison du forgeron ainsi qu'un pigeonnier de Nuisement-aux-Bois, ont, quant à eux, été reconstruits au Village Musée du Der à Sainte-Marie-du-Lac-Nuisement.
Le 7 mai 2013, le lac du Der-Chantecoq s'est rempli de manière exceptionnelle. À 8 h, le volume d'eau potentiellement absorbable de la crue du lac du Der a atteint 361,94 millions de m3 sur les 364,50 millions de m3 d'étendue d'eau maximal. Le prélèvement a été arrêté à 23 h.

## Classement
En 1977, le lac est classé en réserve de chasse et la gestion confiée à l'Office national de chasse (ONC).
En 1978, la constitution en réserve nationale de chasse de la réserve du Der-Chantecoq est approuvée.
Depuis 1984, le réservoir Marne ou lac de Der-Chantecoq est répertorié en ZNIEFF de type 1 sur près de 6 000 hectares,.
Depuis 1986, la ZNIEFF du lac du Der fait l'objet d'une ZPS (zone de protection spéciale) sur 5 000 hectares.
Depuis 1991, le lac du Der-Chantecoq et les étangs latéraux font partie de la ZICO CA 05 (zone Importante pour la conservation des oiseaux en Champagne-Ardenne) sur 56 000 hectares, ainsi que du réseau international des zones humides de la convention de Ramsar en zone Champagne humide sur 235 000 hectares (la plus vaste du territoire métropolitain),,.
En 1995 est créée la réserve nationale de chasse et de faune sauvage (RNCFS) du lac de Der et des étangs d'Outines et d'Arrigny sur 5 664 hectares,.
Depuis 2000, les environs du lac de Der sont répertoriés en ZNIEFF de type 2 sur 14 330 hectares,,.
La région du lac de Der comporte quatre sites Natura 2000,, :
- Deux zones spéciales de conservations (ZSC) par référence à la Directive Habitats :
  1. Les Étangs latéraux du Der : classé depuis 2014 sur 307 hectares[26] ;
  2. Le Réservoir de la Marne dit du Der-Chantecoq : classé depuis 2014 sur 6 127 hectares[27].
- Deux zones de protection spéciale (ZPS) par référence à la Directive Oiseaux :
  1. Le lac du Der : classé depuis 2003 sur 6 536 hectares[19],[28] ;
  2. Les Herbages et cultures autour du lac de Der : classé depuis 2004 sur 2 169 hectares[29].

## Faune et flore

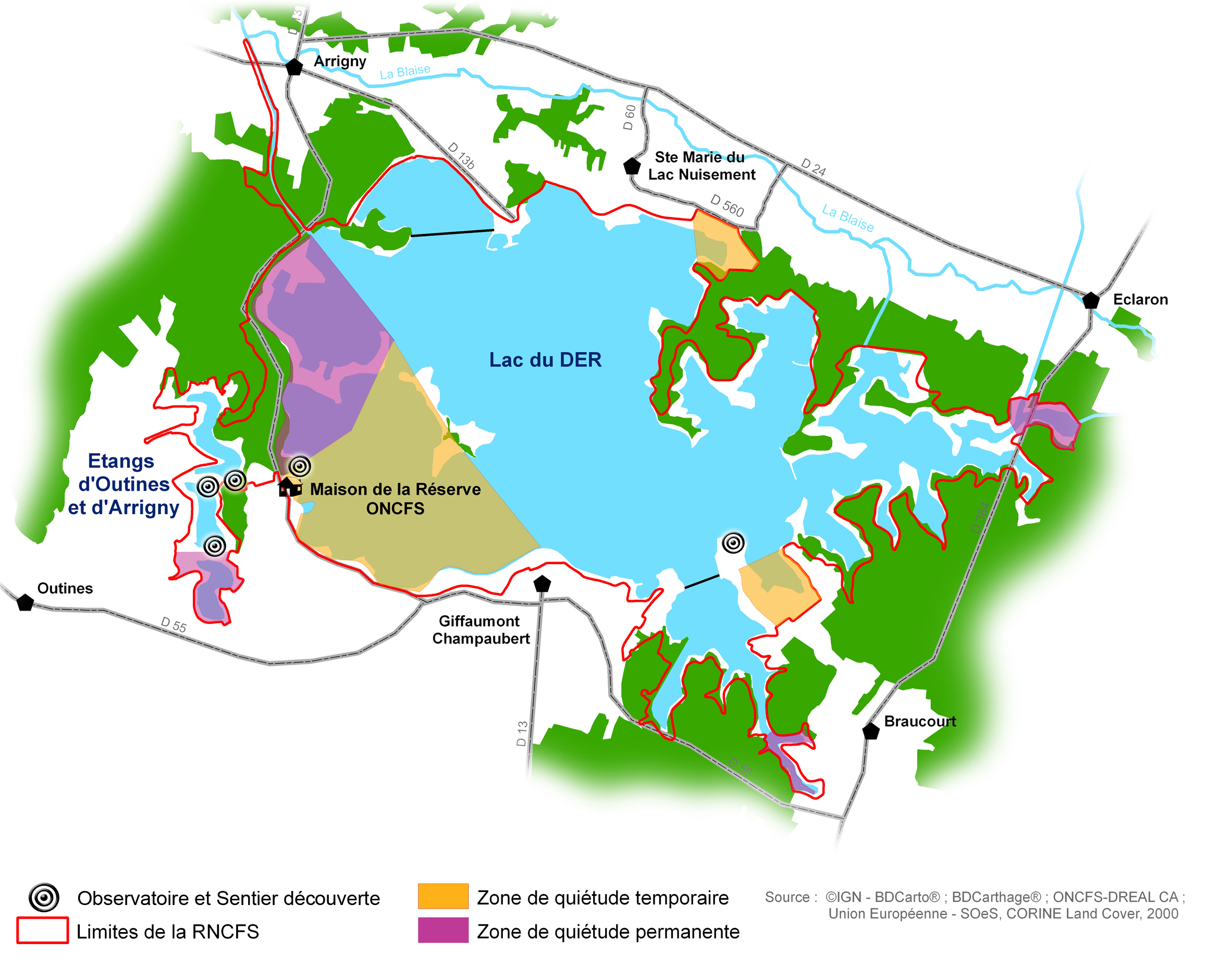
Carte de la RNCFS du lac du Der et des étangs d'Outines et d'Arrigny, avec les zones de quiétudes et les observatoires.

La réserve nationale de chasse et de Faune Sauvage (RNCFS) du lac de Der et des étangs d'Outines et d'Arrigny s'inscrit sur le plan régional dans une immense mosaïque de zones humides - couvrant notamment du nord au sud, les étangs d'Argonne, les gravières du Perthois, l'étang de la Horre et les lacs Aubois - appelée Champagne humide.
L'Office français de la biodiversité est le gestionnaire de cette réserve constituée des étangs périphériques.
À ce titre, il définit et met en œuvre les actions et suivis nécessaires à la préservation du site, à travers un document cadre, le plan de gestion, révisé tous les cinq ans.
La préservation du site passe par le respect de quelques règles de bonne conduite. Il est notamment interdit de pénétrer dans les zones de quiétudes ; camper hors des sites prévus à cet effet ; faire du feu ; déposer des déchets ; chasser ; promener les chiens sur les étangs d'Outines et d'Arrigny, les tenir en laisse au niveau du lac.

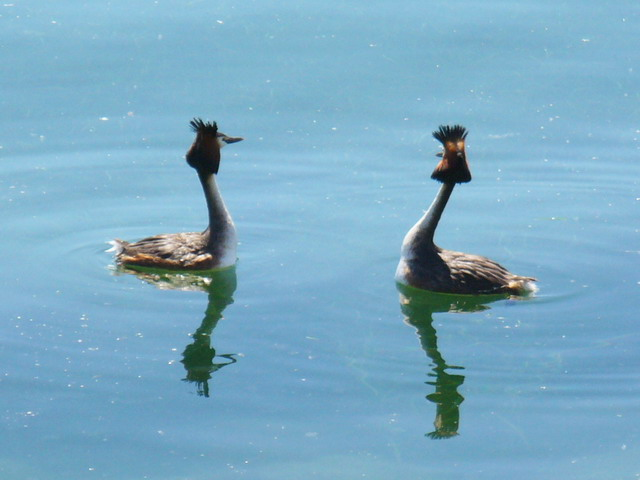
Deux grèbes huppés sur le lac.

Situé sur l'un des principaux axes migratoires français pour les oiseaux, ce site est reconnu pour son importance ornithologique majeure, puisqu'il est un lieu de reproduction, d'hivernage ou une étape dans la migration de nombreux oiseaux. On y dénombre plus de 200 espèces, dont certaines sont  protégées.
Il est surtout connu pour ses nombreuses grues cendrées, entre 200 000 à 350 000 y transitent chaque année, dont 20 000 à 30 000 y restent l'hiver.
Le 11 novembre 2014 au lac du Der en Champagne (France), le stationnement de grues cendrées (Grus grus) sur le site est impressionnant, 206 582 grues cendrées (Grus grus) ont été comptabilisées au départ des différents dortoirs par les bénévoles de la LPO CA, c'est le record au Lac de Der et européen.
Le 30 octobre 2019, 194 720 Grues cendrées sont comptabilisées alors que les conditions météorologiques se dégradent au sud, ce qui bloque la migration. Le 3 novembre 2019, les bénévoles comptabilisent un nouveau record : 268 120 Grues cendrées. Record absolu pour une espèce européenne ce qui fait du Lac du Der le 1er point ornithologique d'Europe et le 10e au monde pour un tel phénomène.
De plus, 45 espèces de libellules, 40 mammifères et 20 amphibiens[Information douteuse] vivent aux abords du lac. On y trouve également plus de 200 espèces de végétaux. Le Conservatoire botanique national du bassin parisien a introduit à titre expérimental sur les rives du lac en février 2010 une population de Sisymbre couché (Sisymbrium supinum).

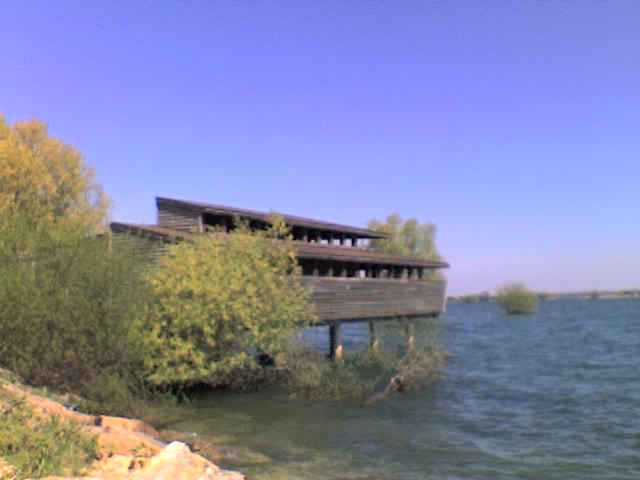
L'observatoire de Chantecoq.

Le grèbe huppé (Podiceps cristatus), le héron cendré (Ardea cinerea), le faucon crécerelle (Falco tinnunculus), la sterne pierregarin (Sterna hirundo), l'oie cendrée (Anser anser), le pygargue à queue blanche (Haliaeetus albicilla), la grande aigrette (Ardea alba) et la grue cendrée (Grus grus) sont les principaux oiseaux qui peuplent le lac. On y trouve également plusieurs espèces de bécasseaux, canards, chevaliers, cigognes, courlis, cygnes, faucons, foulque, fuligules, goélands, grèbes, hérons, mouettes, oies, plongeons, etc. Des observatoires ont été construits sur les sites de Chantecoq et Champaubert, ainsi qu'aux abords des étangs voisins, pour faciliter l'observation de cette riche avifaune.
De nombreux poissons vivent dans les eaux du Der. On y recense quinze espèces de poissons blancs, parmi lesquelles le gardon et la tanche, et neuf de poissons carnassiers, tels le brochet, le sandre ou encore la perche. C'est la pêche à la carpe (dont les carpes miroir et  cuir qui sont des morphes de la même espèce), qui donne au lac une renommée européenne. Le lac accueille également d'autres espèces animales tel le cuivré des marais (Lycaena dispar).
Le lac de Der est le principal site de passage migratoire en France pour bon nombre d'espèces devant la réserve d'Arjuzanx et le lac de Puydarrieux.

## Tourisme
En 2005, le lac du Der a attiré 1 100 000 touristes, ce qui en fait la deuxième destination touristique de la Marne, après Reims. Cette même année, environ 70 000 personnes ont visité les plages du lac et 65 000 ont utilisé les pistes cyclables à ses abords. Plus de 70 % des vacanciers étaient français, 24 % provenaient de Lorraine. Les premiers visiteurs étrangers étaient les Belges, venaient ensuite les Britanniques et les Néerlandais. L'office de tourisme du Der, appelé Maison du Lac, est situé à la Station Nautique de Giffaumont.

### Baignade
Le lac du Der est aménagé pour la baignade : il existe six plages :
- Plage de la Cornée du Der à Sainte-Marie-du-Lac-Nuisement,
- Plage de la Presqu'ile de Champaubert à Éclaron-Braucourt-Sainte-Livière,
- Plage de la Presqu'île de Larzicourt à Larzicourt,
- Plage des Sources du Lac à Éclaron-Braucourt-Sainte-Livière,
- Plage de Nuisement à Sainte-Marie-du-Lac-Nuisement (plage surveillée uniquement en été[43]),
- Plage de Giffaumont-Champaubert à Giffaumont-Champaubert.

La température de l'eau en été peut monter jusqu’à 30 degrés[réf. nécessaire]. En 2021, un très grand parc aquatique flottant est installé à côté de la plage de Nuisement, sous le nom Aquader. Installée par la société WiBit sur environ 60m × 60m, la gestion et la surveillance du parc sont assurées par la société AccroWood déjà gérante du parcours d'accrobranches AccroDer.

### Infrastructures

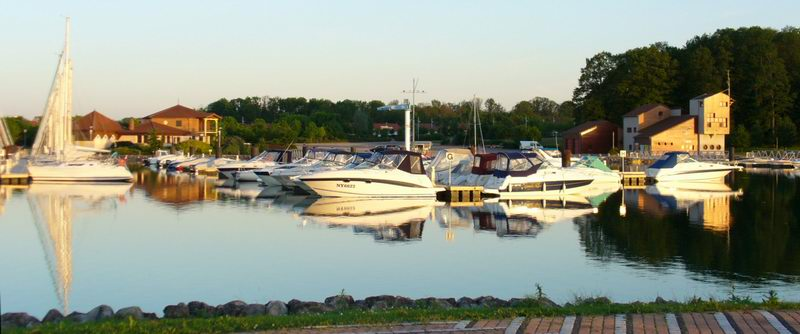
Station nautique de Giffaumont.

Le lac est accessible par la route départementale 13 en provenance de Vitry-le-François, par la route départementale 384 depuis Saint-Dizier, par l'itinéraire formé par les routes départementales 153 et 4 et la RN 67 lorsque l'on vient de Wassy, Joinville, Chaumont, Dijon et par la route départementale 12 lorsque l'on vient de Montier-en-Der. L'aérodrome le plus proche est celui de Vitry-le-François - Vauclerc. La gare SNCF la plus proche est celle de Saint-Dizier.
Il dispose de trois ports de plaisance : le port de Nemours, le port de Nuisement et la station nautique de Giffaumont, ces ports ayant obtenu le label pavillon bleu. Il est possible d'y pratiquer la pêche, plusieurs sports nautiques, tels la planche à voile, le motonautisme ou encore le ski nautique. On peut aussi y faire du pédalo,de la randonnée pédestre sur les quelque 250 km de chemins balisés et de pistes cyclables, créés pour faire le tour complet du lac en 38 km ou pour relier celui-ci à Saint-Dizier, le long du canal d'amenée Marne, sur 12 km.
De nombreux campings, hôtels ou chambres d'hôtes permettent de dormir aux environs du lac, certains campings se situant à quelques centaines de mètres des plages. Une partie des visiteurs y séjourne en camping-car, sur les parkings prévus à cet effet, comme au site de Chantecoq par exemple.

### Aux environs

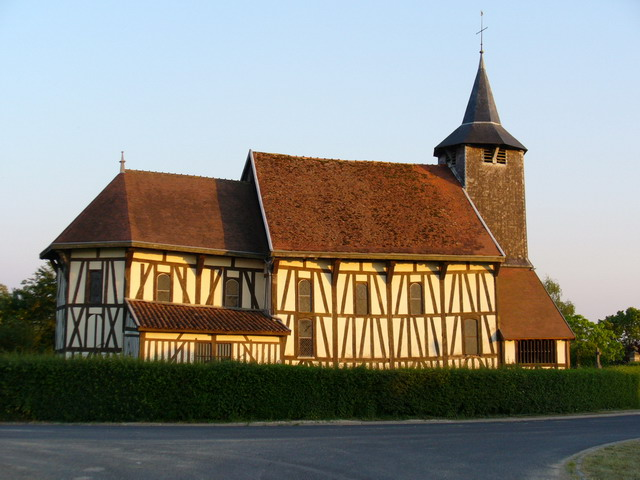
Église à pans de bois à Châtillon-sur-Broué.

Le pays du Der est aussi connu pour ses édifices religieux à pans de bois, comme l'église Notre-Dame à Châtillon-sur-Broué. Une route touristique des églises y a été créée pour découvrir ces bâtiments datant des XVe, XVIe et XVIIe siècles. Parmi les églises des trois villages engloutis, seule Saint-Jean-Baptiste de Nuisement-aux-Bois était à pans de bois ; elle est conservée aujourd'hui au Village Musée du Der. Ce musée, ouvert depuis 1999 et situé à Sainte-Marie-du-Lac-Nuisement, décrit au visiteur l'histoire du lac et lui fait découvrir les conditions de vie, les anciens métiers et l'architecture d'un village champenois d'autrefois.
À proximité du lac, on peut découvrir le haras national de Montier-en-Der, le Musée Protestant et l'église romane de Wassy, ainsi que les villes de Vitry-le-François, Saint-Dizier et Bar-le-Duc. Plus loin, le parc naturel régional de la forêt d'Orient regroupe un ensemble de lacs artificiels, eux aussi créés pour réguler les crues de la Seine.